# Панамби
Панамби (порт. Panambi)  —  муниципалитет в Бразилии, входит в штат Риу-Гранди-ду-Сул. Составная часть мезорегиона Северо-запад штата Риу-Гранди-ду-Сул. Входит в экономико-статистический  микрорегион Ижуи. Население составляет 34 998 человек на 2006 год. Занимает площадь 490,859 км². Плотность населения — 71,3 чел./км².

## История
Город основан 15 декабря 1954 года.

## Статистика
- Валовой внутренний продукт на 2003 составляет 567.694.897,00 реалов (данные: Бразильский институт географии и статистики).
- Валовой внутренний продукт на душу населения на 2003 составляет 16.744,68 реалов (данные: Бразильский институт географии и статистики).
- Индекс развития человеческого потенциала на 2000 составляет 0,820 (данные: Программа развития ООН).

## География
Климат местности: субтропический гумидный.